# Järviseutu

Lage der Verwaltungsgemeinschaft Järviseutu in Finnland

Die Verwaltungsgemeinschaft Järviseutu (finnisch Järviseudun seutukunta) ist eine von vier Verwaltungsgemeinschaften (seutukunta) der finnischen Landschaft Südösterbotten. Zu ihr gehören die folgenden fünf Gemeinden:
- Alajärvi
- Evijärvi
- Lappajärvi
- Soini
- Vimpeli